# Thumbshot
Thumbshot – zbitka terminów screenshot (zrzut ekranu) i thumbnail (miniatura), określająca graficzną miniaturę dokumentu internetowego dostępnego w Internecie.
Miniatura taka pozwala użytkownikowi Internetu zorientować się w graficznej postaci dokumentu, przed jego wczytaniem – rozmiary thumbshota, zwykle ok. 100-250 pikseli, nie pozwalają jednak dostrzec tekstowej treści dokumentu. Niektóre automatycznie generowane thumbshoty są opatrzone informacją o wielkości i skrótem zawartości.
Thumbshoty są zazwyczaj tworzone przez niektóre wyszukiwarki i katalogi internetowe. Po raz pierwszy pojawiły się w Open Thumbshots.org, obecnie są stosowane w setkach katalogów i wyszukiwarek.
Thumbshoty są też tworzone przez niektóre programy w komputerach użytkowników, jak np. programy wyszukiwawcze firmy Copernic, które obsługują lokalne pliki i zasoby Internetu.